# Église Saint-Zénon de Pise
L'église Saint-Zénon à Pise (en italien : Chiesa di San Zeno) est une église romane située sur la Piazza San Zeno, à l'extrémité nord-est du centre de Pise, juste à l'intérieur de la porte du même nom.

## Histoire et description
La zone où se trouve l'église était connue à l'époque médiévale sous le toponyme alle grotte en raison de la présence de structures plus anciennes utilisées comme carrière de matériaux (probablement un ancien amphithéâtre romain). L'église, documentée depuis 1029, faisait partie d'une abbaye et a été construite sur des bâtiments préexistants : lors de fouilles récentes, les fondations d'un édifice à trois absides ont été retrouvées. Au XIIe siècle], il était utilisé par les moines camaldules ; un hôpital lui fut annexé jusqu'au XVe siècle.
L'église a une structure à trois nefs ; la façade est précédée d'un portique soutenu par des piliers et une colonne centrale ; au second ordre, des fenêtres à meneaux ; il y a des décorations en losanges et oculi, avec sept bassins en céramique islamique du XIe siècle (copies ; les originaux se trouvent au Musée San Matteo). L'intérieur conserve des chapiteaux romains nus et de rares vestiges de peintures murales médiévales.

## Galerie

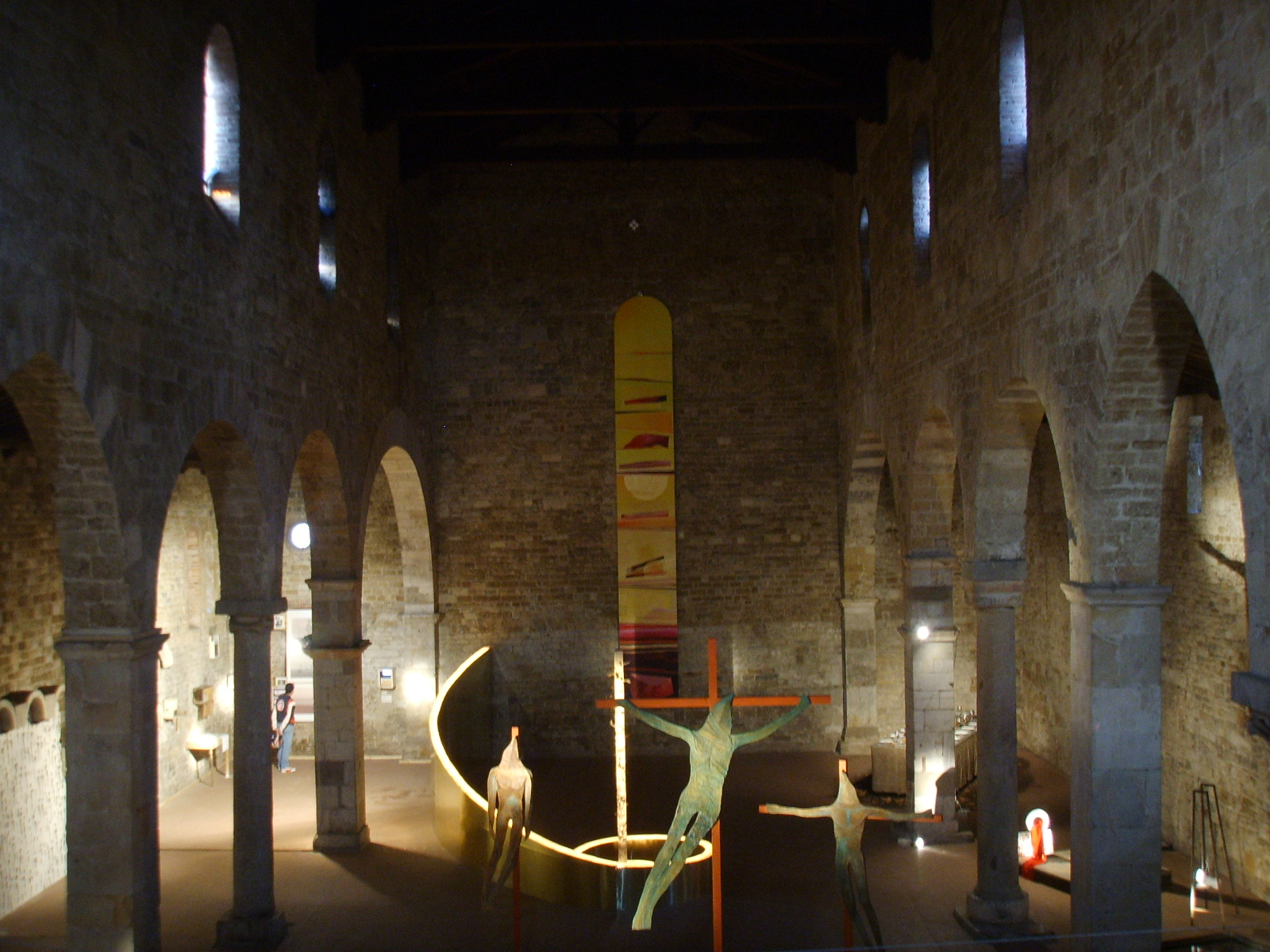
Intérieur (lors d'une d'exposition).
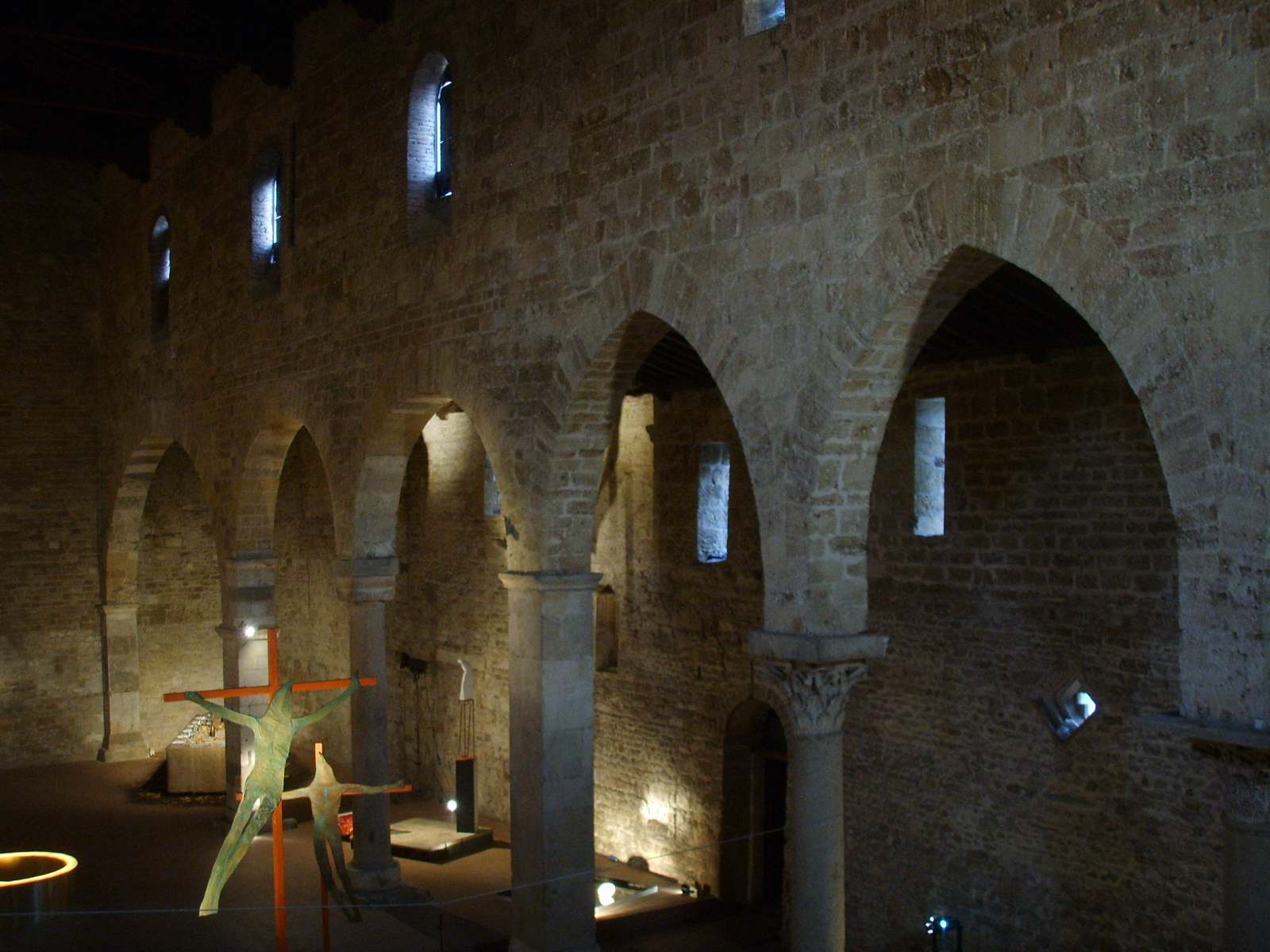
Arcs pointus de la nef.
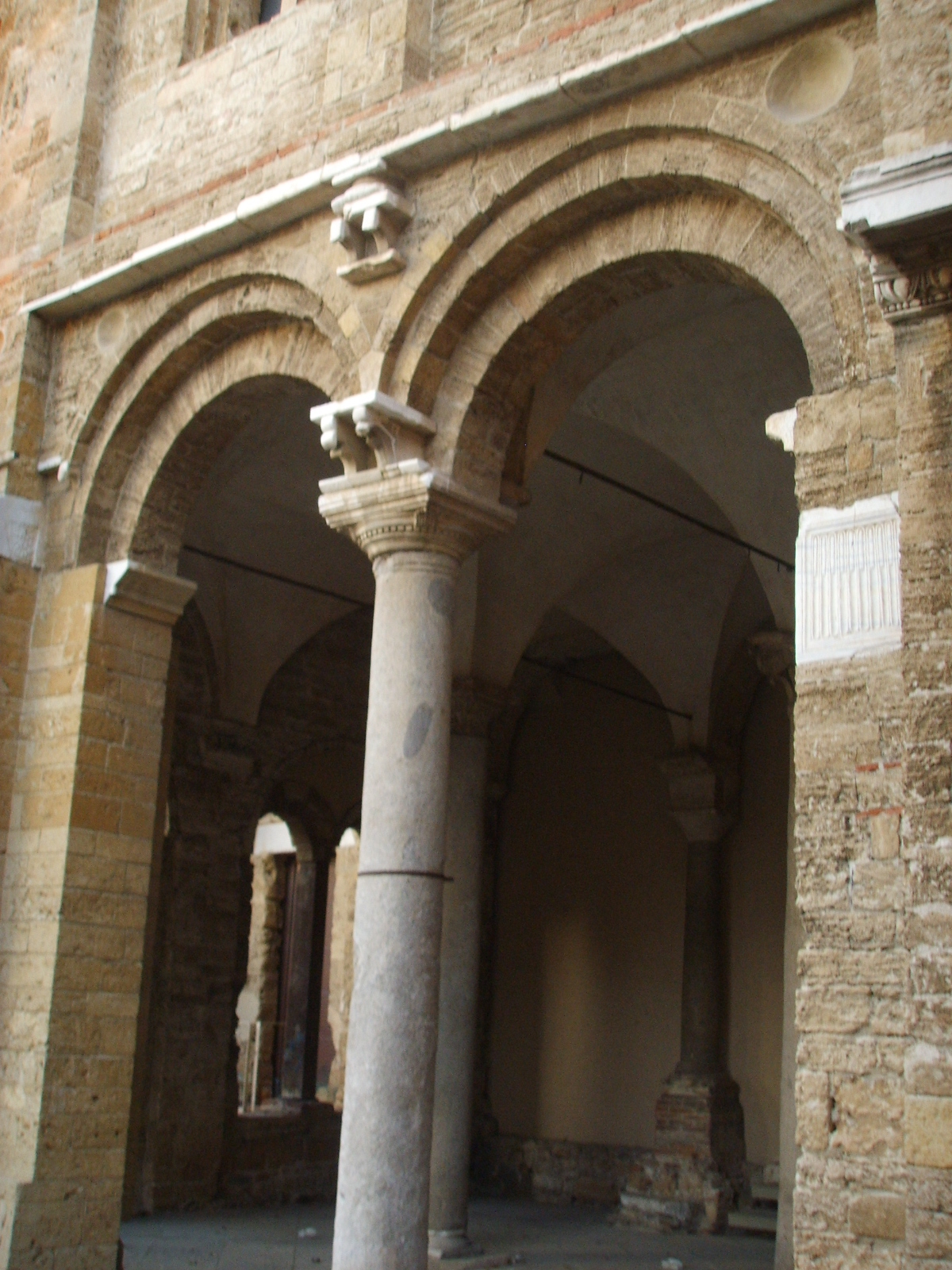
Détail de la façade.